# اسب (شطرنج)

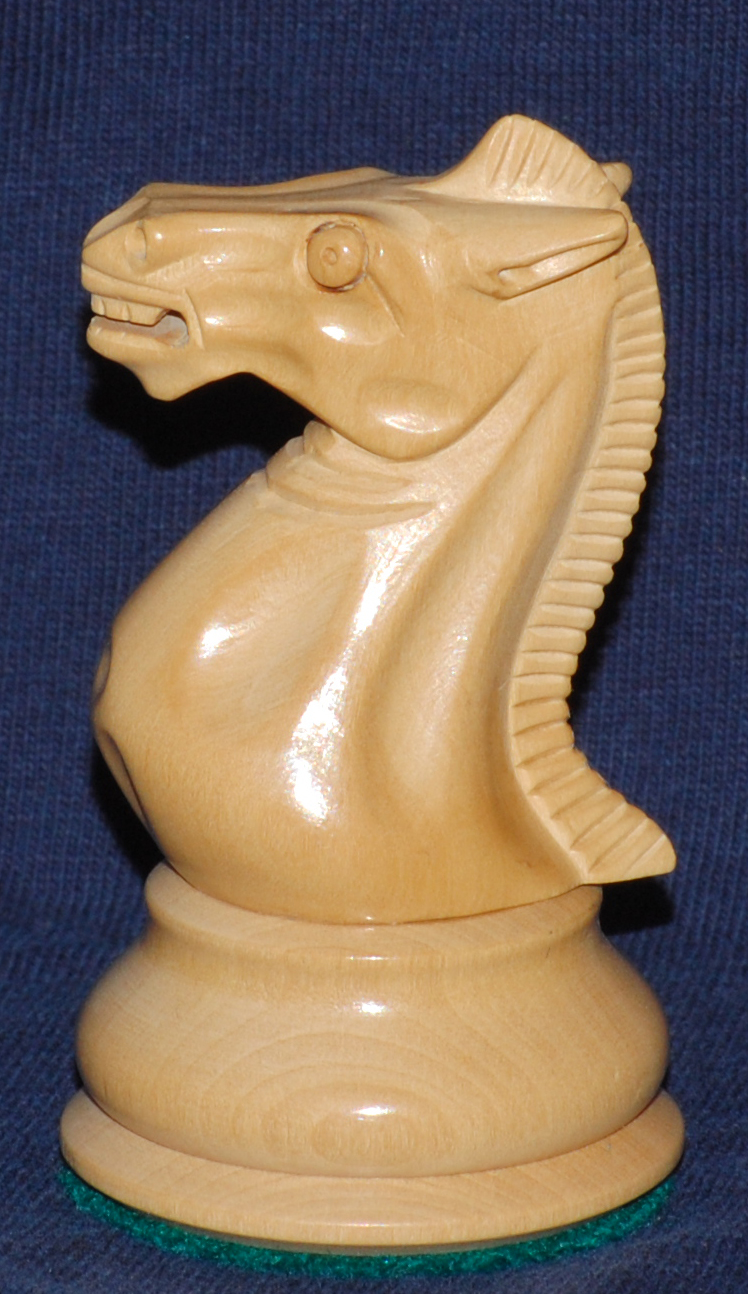
اسب سفید در دست شطرنج استاونتون

اسب یکی از مهره‌های شطرنج است. هر یک از بازیکنان دو اسب دارد که بین رخ و فیل قرار می‌گیرند.
بر اساس علائم اختصاری بازی شطرنج اسب بازیکن سفید در خانه‌های b1 و g1 و اسب‌های بازیکن سیاه در خانه‌های b8 و g8 قرار دارند.
اسب در اصل یک مهره خاص در شطرنج هست که یک ویژگی خاص دارد، اسب می‌تواند از روی مهره‌ها بپرد ولی هیچ مهره ای جز اسب نمی‌تواند این کار را بکند. اسب در وسط صفحه شطرنج می‌تواند ۸ خانه را کنترل کند. اسب بهترین مهره برای چنگال هست، به دلیل آنکه اسب می‌تواند به راحتی از روی دیگر مهره‌ها بپرد و چنگال بزند

## حرکت
اسب متفاوت‌ترین روش حرکت را در میان مهره‌های شطرنج دارد و حرکت آن با دو خانه حرکت عمودی و یک خانه حرکت افقی یا دو خانه حرکت افقی و یک خانه حرکت عمودی انجام می‌شود که به حرف L در الفبای لاتین شباهت دارد. اسب برای گرفتن مهره‌های حریف هم از همین روش استفاده می‌کند. اسب تنها مهره‌ایست که می‌تواند از روی مهره‌های دیگر بپرد تا از خانهٔ مبدأ با خانهٔ مقصد برسد. این توانایی باعث می‌شود تا در پوزیسیون‌های بسته بسیار مؤثرتر باشد برخلاف فیل که در پوزیسیون‌های باز قوی‌تر است. شیوهٔ حرکتی اسب یکی از قدیمی‌ترین شیوه‌های حرکت مهره‌ها است که از سدهٔ هفتم میلادی تاکنون تغییری نکرده‌است. اسب در هر حرکت رنگ خانهٔ خود را عوض می‌کند و اگر در خانهٔ سفید بوده به خانهٔ سیاه منتقل می‌شود و اگر در خانهٔ سیاه بوده به خانهٔ سفید می‌رود بنابراین به تمام خانه‌های صفحه دسترسی دارد.

## نام
نام این مهره از زمان چاتورانگا، قدیمی‌ترین سبک شناخته‌شدهٔ شطرنج، تغییر نکرده‌است. در چاتورانگا از واژهٔ اسوا یا اشوا به معنی اسب در اشاره به این مهره استفاده می‌شد. با ورود این بازی به ایران نیز نام اسپ یا اسب را بر آن نهادند و با معرفی شطرنج به سایر کشورها هم عموماً از واژه‌هایی به معنای اسب استفاده می‌شود. اما در بخش‌های از اروپا واژه‌هایی به معنی شوالیه (که سوار بر اسب است) کاربرد دارد مانند knight در انگلیسی و cavalier در فرانسوی. شکل این مهره هم معمولاً به صورت سر اسب است.
در روش مدرن نوشتن حرکات بازی شطرنج معمولاً از حرف N (حرف دوم Knight نام انگلیسی مهره. حرف K برای شاه (King) استفاده می‌شود) استفاده می‌شود. در روش سنتی بیشتر از حرف C (حرف اول cavalier نام فرانسوی مهره) استفاده می‌شد.

## ارزش نسبی
ارزش نسبی اسب تقریباً برابر با فیل در نظر گرفته می‌شود. فیل مهره‌ای دوربرد است ولی تنها به نیمی از خانه‌های صفحه دسترسی دارد. همچنین اسب در آن واحد می‌تواند ۸ مهره را زیر ضرب بگیرد ولی فیل و رخ تنها ۴ مهره را در یک لحظه می‌توانند هدف قرار دهند. از آن‌جایی که اسب می‌تواند از روی مهره‌های دیگر بپرد در موقعیت‌های بسته که صفحه شلوغ است مفیدتر است. جای قرارگیری اسب هم در ارزیابی میزان قدرت آن اهمیت دارد؛ وقتی که در عرض چهارم قرار دارد قدرت آن تقریباً برابر با فیل است اما وقتی در عرض پنجم باشد معمولاً از فیل قوی‌تر است و اگر در عرض ششم باشد بی‌شک بر فیل برتری دارد. البته محل قرارگیری اسب در صورتی اهمیت دارد که مشارکت فعالی در بازی داشته باشد وگرنه اسبی که در عرض ششم باشد ولی هیچ کار مفیدی انجام ندهد اهمیت خاصی ندارد.
از آن‌جایی که اسب نمی‌تواند خانه‌های اطراف خود را هدف قرار دهد نسبت به تهدید مهره‌های دیگر آسیب‌پذیرتر است، به همین دلیل اگر خانه‌ای در اختیار داشته باشد که حریف امکان تهدید آن را ندارد، مثل حفره‌هایی که در ساختار پیاده‌ای حریف وجود دارد، می‌تواند مؤثرتر عمل کند.
با این حال بسیاری از شطرنج‌بازان معتقدند ارزش اسب بسیار زیاد است، چون خاصیت پرش از روی دیگر مهره‌های پیش روی خود را دارد و به جز سرباز، تنها مهره‌ای است که می‌تواند در گشایش بازی استفاده شود.